# Кара-Буура
Кара-Буура (кирг. Кара-Буура) — село в Айтматовском районе Таласской области Кыргызстана. Входит в состав Бейшекенского аильного округа. Код СОАТЕ — 41707 215 805 02 0.

## Население
По данным переписи 2009 года, в селе проживало 1323 человека.